# Knud Kristiansen (Politiker, 1971)
Knud Kristiansen (* 2. Februar 1971 in Upernavik) ist ein grönländischer Politiker und Polizist.

## Leben
Knud Kristiansen ist der Sohn des Katecheten und Landesrats Knud Kristiansen (1918–1989) und dessen Frau Louise Geisler. Mit seiner Frau Justine Svendsen Kristiansen hat er drei Kinder. Knud Kristiansen arbeitete von 1997 bis 2008 als Polizist. Anschließend machte er sich als Unternehmer selbstständig.
Knud Kristiansens politisches Wirken begann 2001, als er für die Atassut in den Rat der Gemeinde Upernavik gewählt wurde. Zudem kandidierte er bei der Parlamentswahl 2002 und erreichte den zweiten Nachrückerplatz der Atassut. Von dort aus konnte er im Oktober 2004 erstmals kurzzeitig Mitglied im Inatsisartut werden. Bei der Kommunalwahl 2005 wurde er im Gemeinderat wiedergewählt. Von 2005 bis 2007 war er Zweiter Vizevorsitzender des Gemeindeverbands KANUKOKA. Bei der Parlamentswahl 2005 erreichte er den vierten Nachrückerplatz der Atassut und wurde zwischen 2007 und 2008 mehrfach kurzzeitig Parlamentsmitglied. Bei der Verwaltungsreform 2009 wurde die Gemeinde Upernavik in die neue Qaasuitsup Kommunia inkorporiert. Knud Kristiansen wurde bei der Kommunalwahl 2008 in den Übergangsausschuss der Kommune gewählt und saß anschließend im Kommunalrat. Nach der Parlamentswahl 2009 erhielt er erstmals einen festen Parlamentssitz. Er nahm an der Folketingswahl 2011 teil, verpasste aber mit 253 Stimmen einen der beiden Sitze deutlich. Bei der Parlamentswahl 2013 erreichte er den zweiten Nachrückerplatz der Atassut. Bei der Kommunalwahl 2013 wurde er erneut in den Rat der Qaasuitsup Kommunia gewählt.
Am 27. September 2014 wurde er zum Vorsitzenden der Atassut gewählt. Bei der Parlamentswahl 2014 wurde Knud Kristiansen mit 311 Stimmen – den meisten der Atassut-Kandidaten – wieder direkt ins Inatsisartut gewählt. Anschließend wurde er ins Kabinett Kielsen I berufen und zum Minister für Wohnungswesen, Bau und Infrastruktur ernannt. Im Zuge dessen ließ er sich im Kommunalrat der Qaasuitsup Kommunia beurlauben und übergab sein Unternehmen an seine Frau. Bei der Auflösung der Regierung im Oktober 2016 nahm er seinen Parlamentssitz wahr. Im Januar 2017 gab er den Parteivorsitz der Atassut auf und verließ zugleich die Partei.
Im Folgemonat wurde er Mitglied der Siumut. Bei der Kommunalwahl 2017 trat er nicht an. Bei der Parlamentswahl 2018 erhielt er nur noch 34 Stimmen für die Siumut und verpasste einen Parlamentssitz damit deutlich. Bei der Wahl 2021 konnte er auch nur 52 Stimmen erreichen. Bei der Wahl 2025 konnte er sich auf 95 Stimmen verbessern, erreichte aber auch hiermit keinen Parlamentssitz. Bei der Kommunalwahl 2025 konnte er hingegen in den Rat der Avannaata Kommunia einziehen.